# 뵈르게 헬스트룀
뵈르게 헬스트룀(스웨덴어: Börge Hellström, 1957년 9월 25일 ~ 2017년 2월 17일)은 스웨덴의 소설가이다.

## 개요
1957년에 태어났으며, 과거 전과자였던 그는 어두운 삶을 청산하고 자신과 같은 처지에 있는 젊은 출소자들을 돕기 위해 사회 운동을 시작하였다. 범죄자의 교화와 재범 방지, 그리고 그들의 사회 복귀를 돕는 비영리단체 KRIS(Kriminellas Revansch I Samhället)를 설립하였다.
KRIS를 취재하러 온 안데르스 로슬룬드와 의기투합하여 집필한 《비스트》가 큰 성공을 거두며 작가로서의 삶을 시작하였다. 소설에 묘사된 범죄자의 심리와 교도소 생활, 범죄를 다루는 사법당국의 실태에 대한 놀라운 리얼리티는 헬스트룀이기에 가능하다는 평가를 받고 있다. 2017년 2월 17일에 암 투병 도중에 향년 60세를 일기로 사망했다.

## 해외 수상 내역

### 소설
- 《비스트》 2005년 글래스 키(Glass Key) 대상 수상(최고의 스칸디나비아 반도 장르소설)
- 《비스트》 2005년 스웨덴 플래티넘 포켓 대상(놀라운 포켓 판매 상)
- 《Box 21》 2005년 스톡홀름 시티 프라이즈 대상 수상(최고의 소설)
- 《Box 21》 2005년 스웨덴 추리작가협회 최종 후보(스웨덴 최고의 범죄소설 최종 후보)
- 《Box 21》 2005년 스웨덴 총판협회 대상 최종 후보(최고의 소설)
- 《Box 21》 2006년 스웨덴 플래티넘 포켓 대상(놀라운 포켓 판매 상)
- 《Redemption》 2006년 스웨덴 추리작가협회 대상 최종 후보(스웨덴 최고의 범죄소설)
- 《Redemption》 2006년 스웨덴 총판협회 대상 최종 후보(최고의 소설)
- 《Redemption》 2007년 스웨덴 플래티넘 포켓 대상(놀라운 포켓 판매 상)
- 《The Girl Below The Street》 2007년 스웨덴 추리작가협회 대상 최종 후보(스웨덴 최고의 범죄소설)
- 《Three Seconds》 2011년 영국 추리작가협회 선정 ‘인터내셔널 대거 상’ 수상